# Женщина-кошка (фильм)
«Же́нщина-ко́шка» (англ. Catwoman) — супергеройский фильм 2004 года французского режиссёра Питофа, снятый совместно США и Австралией. Главные роли в фильме исполнили Хэлли Берри, Бенджамин Брэтт и Шэрон Стоун. Предпремьерный показ фильма прошёл в Лос-Анджелесе 19 июля 2004 года. На широкие экраны США картина вышла 24 июля. В России премьера фильма состоялась 28 октября. На производство картины было затрачено 100 миллионов долларов, а общемировые сборы составили около 82 миллионов долларов. На DVD фильм был выпущен 18 января 2005 года.
Разработка фильма началась ещё в 1993 году, когда он планировался как спин-офф фильма «Бэтмен возвращается», но процесс пре-продакшн растянулся до начала 2000-х годов.

## Сюжет
Скромная и неприметная Пейшенс Филлипс работает в косметической компании Hedare Beauty Джорджа Хедера художницей-дизайнером в отделе маркетинга. Компания планирует запуск нового крема «Бьюлин» (англ. beauline — линия красоты). В силу случайных обстоятельств она рассекречивает план своего босса, узнав тайну крема — опасный побочный эффект разрушающий кожу. За Пейшенс следует погоня, охрана загоняет её в сточную трубу, сбрасывает с отходами в водоём, и она погибает. Выброшенный на берег труп девушки воскрешает египетская мау, кошка по кличке Полночь, даруя ей удивительную силу. Теперь она может бегать по стенам и потолку, очень высоко прыгать, стала ловкой. Также появляются некоторые повадки кошки — не любит собак, боится воды, не останавливаясь ест рыбу, в восторге от кошачьей мяты. Девушку связывают отношения с офицером полиции Томом Лоуном, и её странные привычки осложняют развитие романа.
Пообщавшись с хозяйкой кошки мау чудаковатой Офелией Пауэрс, Пейшенс меняет имидж и становится супергероиней Женщиной-кошкой. Надев откровенный кожаный костюм, девушка по ночам борется с преступностью. Пытаясь узнать, кто же её убил, она выходит на супругу Джорджа Лорел Хедер. Женщина-кошка встречается с Лорел и рассказывает об опасной новинке компании, собираясь через неё повлиять на Джорджа и остановить выпуск страшного крема. Однако, выясняется, что именно Лорел и стоит за этими планами, а Джордж ничего не знал о побочном эффекте крема. Благодаря средству, стареющая Лорел любой ценой хочет сохранить свою красоту. Лорел подстраивает убийство одного из разработчиков крема и подставляет Женщину-кошку как виновную. Её задерживает полиция в лице Тома Лоуна. Полицейский узнаёт секрет девушки. Пейшенс бежит из под стражи и узнаёт секрет Лорел. Теперь необходимо любой ценой остановить выпуск продукта на рынок. Джорджа, собиравшегося препятствовать появлению крема на прилавках, также убивает Лорел. Женщина-кошка настигает Лорел в её офисе и в ходе схватки наносит царапины на её лицо. Ставшая от крема твёрдой как мрамор, кожа быстро разрушается, злодейка повисает на оконном переплёте[прояснить]. Пейшенс пытается удержать Лорел, но та видит своё отражение в стекле и выпускает руку. В концовке Пейшенс собирается остаться Женщиной-кошкой и продолжить бороться с преступностью в городе.

## В ролях
| Актёр           | Роль                            |
| --------------- | ------------------------------- |
| Хэлли Берри     | Пейшенс Филлипс / Женщина-кошка |
| Бенджамин Брэтт | Том Лоун                        |
| Шэрон Стоун     | Лорел Хедер                     |
| Ламбер Вильсон  | Джордж Хедер                    |
| Фрэнсис Конрой  | Офелия Пауэрс                   |
| Алекс Борштейн  | Сэлли                           |
| Майкл Масси     | Армандо                         |
| Байрон Манн     | Уэсли                           |
| Ким Смит        | Дрина                           |
| Питер Уингфилд  | доктор Иван Славики             |
| Беренд Маккензи | Лэнс                            |
| Она Грауэр      | Сэнди                           |
| Ларри Салливан  | заведующий складом              |
| Брук Тисс       | женщина на колесе обозрения     |

## Награды и номинации
Фильм имеет 4 награды и одну номинацию антипремии «Золотая малина» 2005 года.

### Награды
- Худший фильм
- Худшая женская роль (Хэлли Берри)
- Худший режиссёр (Питоф)
- Худший сценарий

### Номинации
- Худшая экранная пара (Хэлли Берри и Бенджамин Брэтт или Хэлли Берри и Шэрон Стоун)

Были и позитивные реакции. Так, в июне 2019 года российское новостное интернет-издание «Лента.ру» со ссылкой на журнал The Hollywood Reporter сообщило, что компания Morning Consult провела опрос американских зрителей на выбор лучшей исполнительницы роли Женщины-кошки. Хэлли Берри победила в опросе, обогнав Мишель Пфайффер из фильма «Бэтмен возвращается» (1992) всего на 1 % голосов. Энн Хэтэуэй из фильма «Тёмный рыцарь: Возрождение легенды» (2012) заняла 3-е место.

## Видеоигра
На основе фильма вышла видеоигра, в целом повторяющая сюжет фильма. Главный персонаж игры имеет сходство с главной актрисой фильма Хэлли Берри, персонажа озвучила актриса Дженнифер Хейл.